# 高橋定敏
高橋 定敏（たかはし さだとし、1950年11月12日 - ）は、日本の政治家。元北海道留萌市長（3期）、元北海道議会議員（4期）。

## 経歴
北海道留萌市出身。1974年（昭和49年）3月、立正大学経営学部経営学科卒業。中川一郎衆議院議員の公設第二秘書となる（第一秘書は鈴木宗男であった）。
1991年（平成3年）4月、北海道議会議員選挙に初当選。4回連続で当選し、道議時代は自由民主党に所属した。
2006年（平成18年）2月の留萌市長選挙において無投票で初当選した。3月10日、市長就任。3選後、任期満了により退任。
2021年4月の春の叙勲で旭日中綬章受章。